# Elisabeth Märker-Hermann
Elisabeth Märker-Hermann (* 1958 in Bad Kreuznach) ist eine deutsche Internistin (Rheumatologie, Nephrologie).
Elisabeth Märker-Hermann studierte von 1976 bis 1983 Medizin an der Johannes Gutenberg-Universität Mainz, an der sie 1984 promoviert wurde. Sie erhielt ihre Facharztausbildung in Innerer Medizin in Basel und Mainz. 1993 habilitierte sie sich mit einer Arbeit über Immunpathogenese der reaktiven Arthritis und der Spondyloarthritiden. Sie war von 1993 bis 2002 Oberärztin an der 1. Medizinischen Klinik und Poliklinik der Universität Mainz, bevor sie 2002 Chefärztin der Klinik Innere Medizin IV (Rheumatologie, klinische Immunologie, Nephrologie) der HSK-Dr.-Horst-Schmidt-Kliniken Wiesbaden wurde, die zu den Helios-Kliniken gehört. Sie leitet dort auch das Vaskulitiszentrum. 2005 wurde sie zusätzlich Direktorin der HSK Klinik Schlangenbad.
Sie ist außerplanmäßige Professorin an der Universität Mainz.
Sie wurde 2013 als erste Frau Vorsitzende der Deutschen Gesellschaft für Innere Medizin (DGIM) und sie war 2005/06 Präsidentin der Deutschen Gesellschaft für Rheumatologie (DGRh). 2022 erhielt sie als erste Frau die Leopold-Lichtwitz-Medaille der DGIM. Sie ist Vorsitzende des Kuratoriums der Deutschen Rheumastiftung. 2022 wurde sie Vorsitzende des Stiftungsrats des Deutschen Rheuma-Forschungszentrums (DRFZ) in Berlin, dem sie seit 2012 angehörte als stellvertretende Vorsitzende.
Sie erhielt den Robert-Koch-Förderpreis der Robert-Koch-Stiftung und die Dr.-Franziskus-Blondel-Medaille der Stadt Aachen.